# Uherce Mineralne (gromada)
Uherce Mineralne – dawna gromada, czyli najmniejsza jednostka podziału terytorialnego Polskiej Rzeczypospolitej Ludowej w latach 1954–1972.
Gromady, z gromadzkimi radami narodowymi (GRN) jako organami władzy najniższego stopnia na wsi, funkcjonowały od reformy reorganizującej administrację wiejską przeprowadzonej jesienią 1954 do momentu ich zniesienia z dniem 1 stycznia 1973, tym samym wypierając organizację gminną w latach 1954–1972.
Gromadę Uherce Mineralne z siedzibą GRN w Uhercach Mineralnych utworzono – jako jedną z 8759 gromad na obszarze Polski – w powiecie leskim w woj. rzeszowskim na mocy uchwały nr 25/54 WRN w Rzeszowie z dnia 5 października 1954. W skład jednostki weszły obszary dotychczasowych gromad Uherce Mineralne, Myczkowce i Zwierzyn ze zniesionej gminy Olszanica w tymże powiecie. Dla gromady ustalono 11 członków gromadzkiej rady narodowej.
1 stycznia 1960 do gromady Uherce Mineralne włączono obszar zniesionej gromady Orelec w tymże powiecie.
W 1971 roku gromada Uherce Mineralne liczyła 2967 mieszkańców, zamieszkujących miejscowości: Bereżnica Niżna (0), Bóbrka (449), Myczkowce (448), Orelec (353), Uherce Mineralne (1063), Zabrodzie (339) i Zwierzyń (315).
1 listopada 1972, w związku ze zniesieniem powiatu leskiego, gromada weszła w skład nowo utworzonego powiatu bieszczadzkiego w tymże województwie.
Gromada przetrwała do końca 1972 roku, czyli do kolejnej reformy gminnej.